# Поліохні

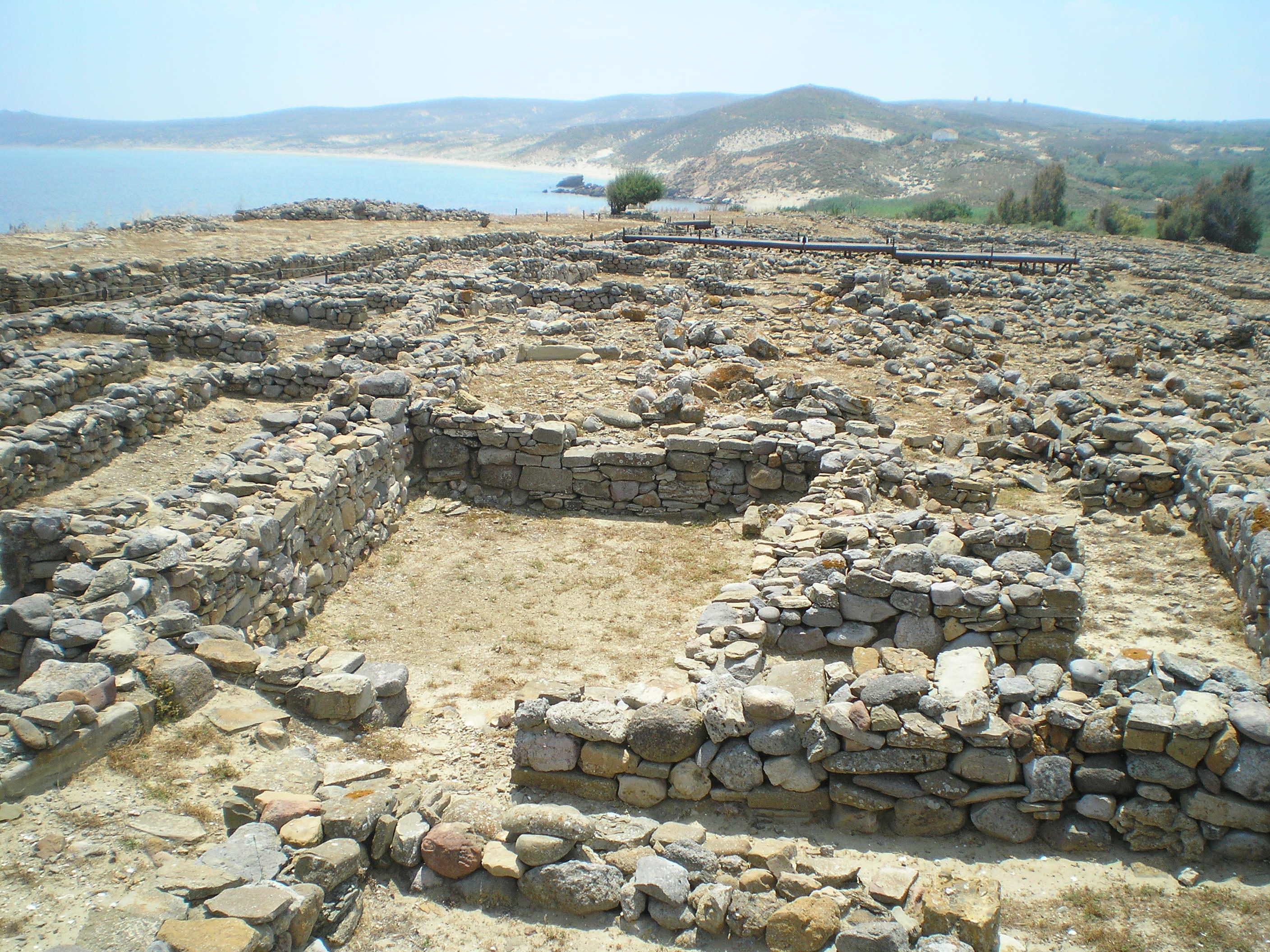
Руїни давнього Поліохні

Поліохні (грец. Πολιόχνη) — місто елладської цивілізації, яка існувала у бронзову добу на грецькому острові Лемнос.
Місто було виявлено в результаті розкопок італійськими археологами, вважається одним із найдавніших міст в Європі. Передбачається, що Поліохні було торговим суперником Трої, і в результаті цієї конкуренції занепало близько 2000 до н. е. У Поліохні виявлено місце для публічних зібрань — одне з найдавніших свідчень суспільного устрою, що нагадує демократію.
У ході розкопок 1994—1997 років грецькі археологи виявили пізніше поселення бронзової доби на маленькому безлюдному острівці Кукунесі в затоці Мудрос на захід від Поліохні. Це поселення існувало приблизно в 2000—1650 рр. до н. е. Виявлені знахідки свідчать про торгові зв'язки з Малою Азією, островами Егейського моря і материкової Грецією. Мікенська кераміка 13 століття до н. е.., виявлена на Кукунесі, може свідчити про те, що приблизно за часів Троянської війни тут було постійне грецьке поселення.